# Aliriza Loga
Aliriza Loga (mac. Алириза Лога; ur. 17 marca 1947 w Liwadzie, zm. 18 grudnia 2000 w Strudze) – północnomacedoński pedagog i polityk pochodzenia albańskiego. Dyrektor szkoły podstawowej, w latach 1998–2002 deputowany do Zgromadzenia Republiki Macedonii z ramienia Partii na rzecz Demokratycznego Dobrobytu.
Znał języki francuski i niemiecki.